# Dicrastylis flexuosa
Dicrastylis flexuosa là một loài thực vật có hoa trong họ Hoa môi. Loài này được (M.P.Price) C.A.Gardner mô tả khoa học đầu tiên năm 1942.